# Al-Thughur
Ath-Thughur, plural d'ath-Thaghr, literalment ‘bretxa’ o ‘obertura’, són punts de contacte entre l'islam i els territoris cristians o infidels. S'utilitza en plural perquè es tractava d'una sèrie de fortaleses i no d'un lloc concret. Era el que els occidentals anomenaven una «marca» i es va utilitzar sobretot en les regions frontereres amb els romans d'Orient a Cilícia i amb els francs i després els catalans al nord de la península Ibèrica, però també a altres lloc com el Caucas («marca de Tiflis» contra alans i georgians), a Núbia («marca d'Aswan»), a Àsia central, a Afganistan, a la regió de Dihistan (al sud-est de la mar Càspia) contra els turcs oghuz) i altres.
Els thughur (siríac Tagra) era la primera línia de fortaleses en una terra de ningú entre els dos poders. A diferència del posterior territori dels Awasim, que fou zona de frontera i de colonització, els thughur només eren frontera. Els thughur formaven un arc que anava de Tars per les muntanyes del Taure fins a Maraix i Malatya. Les fortaleses principals eren Malatya, al-Hadath, Marash, al-Haruniyya, al-Kanisa (al-Sawda), Ayn Zarba, al-Massisa, Adana i Tars. Els thughur depenien de la província de Síria. Els Hudud al-Alam (982) diuen que els thughur acabaven a la costa a Eleusa (àrab Awlas); llavors depenien d'Alep. Durant cinc segles aquestes fortaleses podien ser abandonades si la situació ho requeria o per voluntat, tornades a ocupar i reconstruïdes i repoblades per l'altra part per seguir el mateix procés al cap d'un temps. Els habitants d'aquestos llocs es van endurir (el mutatawia); la major part eren ghazis que lluitaven per la fe i els seus descendents i havien vingut sovint de lluny (com del Gran Khorasan o Transoxiana); vivien als seus ribats.
L'iqlim ath-Thughur, literalment ‘clima de les obertures’, amb el significat de ‘divisió administrativa de la Frontera’, es dividia en dues seccions: ath-Thughur ax-Xamiyya (‘Frontera del Llevant’) i ath-Thughur al-Jaziriyya (‘Frontera de la Jazira’). La frontera d'Armènia estava dins el ostikanat d'Armènia (des de 705). Sota els abbàssides es va crear la terra d'al-Awasim amb centres a Manbij i Antioquia. En temps del califa Abd al-Malik (685–705) i al-Walid I (705–715) hi va haver fins i tot incursions a Constantinoble. Sota Constantí V (741-775) els romans d'Orient van passar a l'ofensiva i van conquista diverses ciutats i fortaleses de Cilícia i districtes veïns, incloent Marash, Melitene i Kalikala o Karin (752); els grecs atacaven, destruïen les fortaleses i després es retiraven; els àrabs les reconstruïen. El 838 els abbàssides van atacar i destruir la ciutat d'Amòrion (Ammuriya) que fou la darrera gran victòria militar àrab al segle viii. En els cent anys següents la pressió romana d'Orient va permetre reconquerir Cilícia.
La frontera siriana se situava principalment a Cilícia, on destacava Tars (l'àrab Tarsūs) a la riba del Kydnos, amb doble muralla i una forta guarnició. En front hi havia les Portes Cilícies per on passava la ruta de Cilícia fins a Constantinoble. Adana estava a la vall del riu Saros (àrab Saihan) i al principal riu de la zona, el Pyramos (àrab Djayhan) hi havia nombroses fortaleses àrabs com Mopsuèstia o Mamèstia (àrab al-Massisa) a la plana i Anazarba (àrab Ayn Zarba) més al nord, Haruniyya (fundada per Harun al-Raixid) i Germanícia (àrab Marash) que tècnicament era de la frontera siriana però sovint es considerada pels historiadors com a part de la frontera de la Jazira. Samòsata i altres districtes de l'Eufrates eren part de la frontera de la Jazira o Alta Mesopotàmia; les principals ciutats eren Melitene (àrab Malatya) a la vora del Kubakib (afluent de l'Eufrates), Derende (àrab Teranda) al mateix riu, Sozopetra (àrab Zibatra) al sud de Malatya, i Hisn Mansur (fundada pel general Mansur de la tribu Kays) al sud de l'anterior. Cap a l'oest hi havia la fortalesa de Behesni i la de Hadata (àrab Hadath) amb el pas de muntanya d'Hadath. A tocar hi havia la frontera d'Armènia (les províncies frontereres de Muzur, Ekeleac, Daranali i altres i els districtes al nord de l'Arsànies com el Degik i al sud del riu com Hanjit o Anzitene. En aquesta zona les incursions àrabs van arribar fins a Kemakh o Kemakha que fou conquerida i reconquerida per àrabs i grecs fins a deu vegades; una sort similar van patir Arsamòsata (Šimšat), Xarberd (Hisn Ziyad) i Karin (Kalikala) que era el darrer punt militar cap al nord.
En aquesta zona es van establir no només àrabs, també turcs i orientals com els zutt. Melitene quan va caure a mans dels romans d'Orient al segle viii durant la revolta d'Abd-Al·lah ibn az-Zubayr (680-692) fou repoblada amb armenis, que la van dominar per molts anys.
Per a la marca fronterera de l'Àndalus, vegeu Marca Superior.